# Ivieolus inflaticollis
Ivieolus inflaticollis is een keversoort uit de familie Hybosoridae. De wetenschappelijke naam van de soort is voor het eerst geldig gepubliceerd in 2001 door Howden & Gill.